# Dibenzo(a,h)anthracen
Dibenzo[a,h]anthracen ist eine chemische Verbindung  aus der Gruppe der polycyclischen aromatischen Kohlenwasserstoffe (PAK) und enthält fünf verbundene Sechserringe.

## Vorkommen
Dibenzo[a,h]anthracen kommt ubiquitär als Verunreinigung in der Umwelt (z. B. im Tabakrauch) vor, da es ein Produkt unvollständiger Verbrennung von organischen Stoffen ist. Es ist weitgehend mit Feinstaub, Böden und Sedimenten verbunden. Sein Vorkommen in entfernt von Primärquellen liegenden Orten zeigt, dass es in der Atmosphäre relativ stabil ist und über weite Entfernungen transportiert werden kann. In Böden wird es sehr stark adsorbiert und dadurch nicht hydrolysiert und nicht in das Grundwasser oder die Luft abgegeben. Der biologische Abbau in Böden erfolgt mit einer Halbwertszeit von 18 und 21 Tagen. Die Kontamination von Menschen erfolgt durch verunreinigten Feinstaub über die Atmung, aufgenommenes Wasser oder Nahrung.
Deshalb gehört die Verbindung zu den polycyclischen aromatischen Kohlenwasserstoffen, die zur Bestimmung von Benzo[a]pyren-Immissionen an einer begrenzten Zahl von Probenahmestellen des Umweltbundesamtes als relevante polycyclische aromatische Kohlenwasserstoffe überwacht werden.

## Gewinnung und Darstellung
Dibenzo[a,h]anthracen kann aus Methyldinaphthylketon dargestellt werden.

## Eigenschaften
Dibenzo[a,h]anthracen ist ein farbloser Feststoff. Die Verbindung tritt in zwei polymorphen Kristallformen auf. Die Form I kristallisiert im orthorhombischen Kristallsystem mit der Raumgruppe Pcab, die Form II im monoklinen Kristallsystem mit der Raumgruppe P21.

## Verwendung
Dibenzo[a,h]anthracen wird nur zu wissenschaftlichen Zwecken verwendet und besitzt keine industrielle Bedeutung.